# Manantiales (Uruguay)
Pour les articles homonymes, voir Manantiales.
Manantiales est une ville et une station balnéaire de l'Uruguay située dans le département de Maldonado. Sa population est de 182 habitants.

## Population
| Année | Population |
| ----- | ---------- |
| 1963  | 57         |
| 1975  | 63         |
| 1985  | 132        |
| 1996  | 199        |
| 2004  | 182        |

,

## Personnalités
- L'artiste argentine Marizu Terza a son ateliser à Manatiales.